# 陳萬裕
陳萬裕（1916年12月10日—2015年3月4日），臺灣新北市新店區人，臺大醫院醫師，專攻腎臟醫學，在臺灣實施首例腎臟切片、血液透析、腹膜透析等腎病技術，有「台灣腎臟醫學之父」之稱。

## 生平

### 早年
陳萬裕為1916年12月10日生，出生於新店近郊的農民家庭，1942年從台北帝國大學醫學部畢業。陳萬裕在第一內科實習時受教於以研究傳染病、免疫學的小田俊郎。1948年，陳萬裕以研究熱帶地區疾病的凝血酶原，獲熊本醫科大學醫學博士。

### 行醫
在工作期間，陳萬裕眼見當時腎病症候群、尿毒等病患，並無利尿劑、血液透析治療、換腎可用，飽受痛苦折磨，遂立定志向從事腎臟疾病研究。自1953年，陳萬裕專攻腎臟醫學。當時腎臟科為冷門的科別，待遇不高，因此從助教作後，要兼任護士宿舍的舍醫。之後，他前往杜克大學研究腎臟學一年，並多次短期至美國各大醫院考查腎臟透析的方法與設備。
1955年9月，陳萬裕從美國歸國，在臺灣實施了首例的腎臟切片病理檢查。次年，他升任台灣大學醫學院內科教授。
陳萬裕對血液透析、腹膜透析、尿毒症、腎絲球腎炎、微量金屬異常透析、藥物中毒等都是臺灣的先驅。由於早期時尚無便利的超音波檢測，腎臟切片檢查時只能讓病人和醫師皆暴露在X光下。陳萬裕在1960年時便創立二點式腎活體穿刺技術，此方法可將腎活體穿刺的成功率提高到95%。1963年至1964年間，陳萬裕和嚴澯鑫執行臺灣首例的血液透析和腹膜透析病例。當年1963年9月是在洪啟仁協助下，進行血液透析治療，卻因透析效果低而作罷，次年9月改首度使用腹膜透析治療。
1968年5月，李俊仁及陳萬裕等合作，創下臺灣首例成功的腎臟移植。
1970年代初，大同公司林煶灶為感謝診治他疾病的陳萬裕，便捐出新台幣一百萬元以幫助成立腎臟研究基金會。1972年10月，陳萬裕便邀請台北榮民總醫院譚柱光、三軍總醫院黃漢文等當時台北地區大型醫院腎臟科主任，首次舉辦腎臟醫學的學術討論會，以後每月臺大醫院、榮總、三總等醫院輪流主辦。

### 退休
1983年陳萬裕退休後依然去醫院教學，該年11月6日正式成立台灣腎臟醫學會。陳萬裕擔任首屆理事長，在六年任內促成台灣腎臟醫學會在1984年加入國際腎臟醫學會、1987年在台北主辦第七屆亞洲腎臟醫學會。
陳萬裕1989年獲頒亞洲腎臟醫學會貢獻獎，1990至1992年出任亞太腎臟醫學會理事長，1997年則頒亞太腎臟醫學會貢獻獎。在長年的醫療工作中，他回憶最滿意的是1958年去臺南縣北門鄉調查烏腳病、及1966年臺東縣長濱鄉調查原住民飲食不潔而引起的怪病。如陳萬裕、嚴澯鑫與連文彬等將烏腳病發生地區的飲料水過濾、加熱、濃縮處理後與鹼性溶液混注入老鼠體內，推論單獨的高濃度砷並不致於構成烏腳病，而與麥角中毒也有關。
2015年3月5日，有「台灣腎臟醫學之父」之稱的陳萬裕在臺大醫院病逝，享耆壽99歲，前三個兒子和門生謝博仁、朱宗信等隨侍在側。